# Enzo Staiola
Enzo Staiola, spesso citato anche come Enzo Stajola (Roma, 15 giugno 1939 – Roma, 4 giugno 2025), è stato un attore italiano, noto soprattutto come attore bambino per la sua interpretazione nel film Ladri di biciclette (1948) diretto da Vittorio De Sica.
De Sica l'aveva notato e quindi scelto per il suo caratteristico modo di camminare, che nel film emerge in particolar modo. Staiola interruppe la sua carriera vera e propria dopo La contessa scalza di Joseph L. Mankiewicz. 

## Biografia
Di origini aquilane, nacque nel 1939 a Roma nei pressi del Colosseo e crebbe nel quartiere popolare della Garbatella. Iniziò la sua attività di attore all'età di otto anni, quando venne scelto per il ruolo di Bruno Ricci da Vittorio De Sica nel film Ladri di biciclette (1948). De Sica stesso lo scoprì per le vie di Roma e lo volle per via della sua caratteristica camminata e per la naturale espressività dei suoi occhi, attraverso i quali sarebbe stato possibile riflettere i sentimenti del padre nella sua angosciosa ricerca della bicicletta rubata. Il film è considerato uno dei capolavori del cinema ed Enzo Staiola, come suo co-protagonista al fianco del "padre" Lamberto Maggiorani, vi diede un contributo fondamentale. Il successo della pellicola, vincitrice del premio Oscar al miglior film in lingua straniera nel 1949, proiettò Staiola alla ribalta internazionale come uno dei più celebrati attori bambini della storia del cinema e un simbolo stesso della poetica neorealista.
Staiola lavorò fino al 1954 come attore bambino in numerose altre produzioni cinematografiche, sia in Italia sia all'estero, con alcuni tra i più famosi registi ed attori del tempo, segnalandosi in altri ruoli importanti, come in Cuori senza frontiere (1950) di Luigi Zampa. Una tale carriera, svolta con grande professionalità e ottimi risultati, lo avrebbe comunque posto tra i più importanti attori bambini italiani del tempo, ma rimase in qualche modo oscurata dalla difficoltà di ripetere la magia del suo debutto. Da adulto, Staiola tornò brevemente alla recitazione, in ruoli di supporto, soltanto in due occasioni: all'inizio degli anni sessanta nel film Spade senza bandiera (1961) e ancora nel 1977 ne La ragazza dal pigiama giallo. Successivamente fu per lungo tempo impiegato del catasto di Roma. 
Morì a Roma, all'età di 85 anni all'ospedale Fatebenefratelli, il 4 giugno 2025; i funerali si svolsero, due giorni dopo, nella chiesa di San Francesco Saverio alla Garbatella, in piazza Damiano Sauli, a Roma.

## Omaggi
- Nel 2025 Cahiers du cinéma ha dedicato una scheda commemorativa a Enzo Staiola nella rubrica riservata alla scomparsa di personaggi appartenenti al mondo del cinema, curata dal caporedattore Marcos Uzal. Benché poco conosciuto oltre la frontiera italiana, il suo viso aveva commosso milioni di spettatori, come si legge nella scheda. [6]

## Filmografia

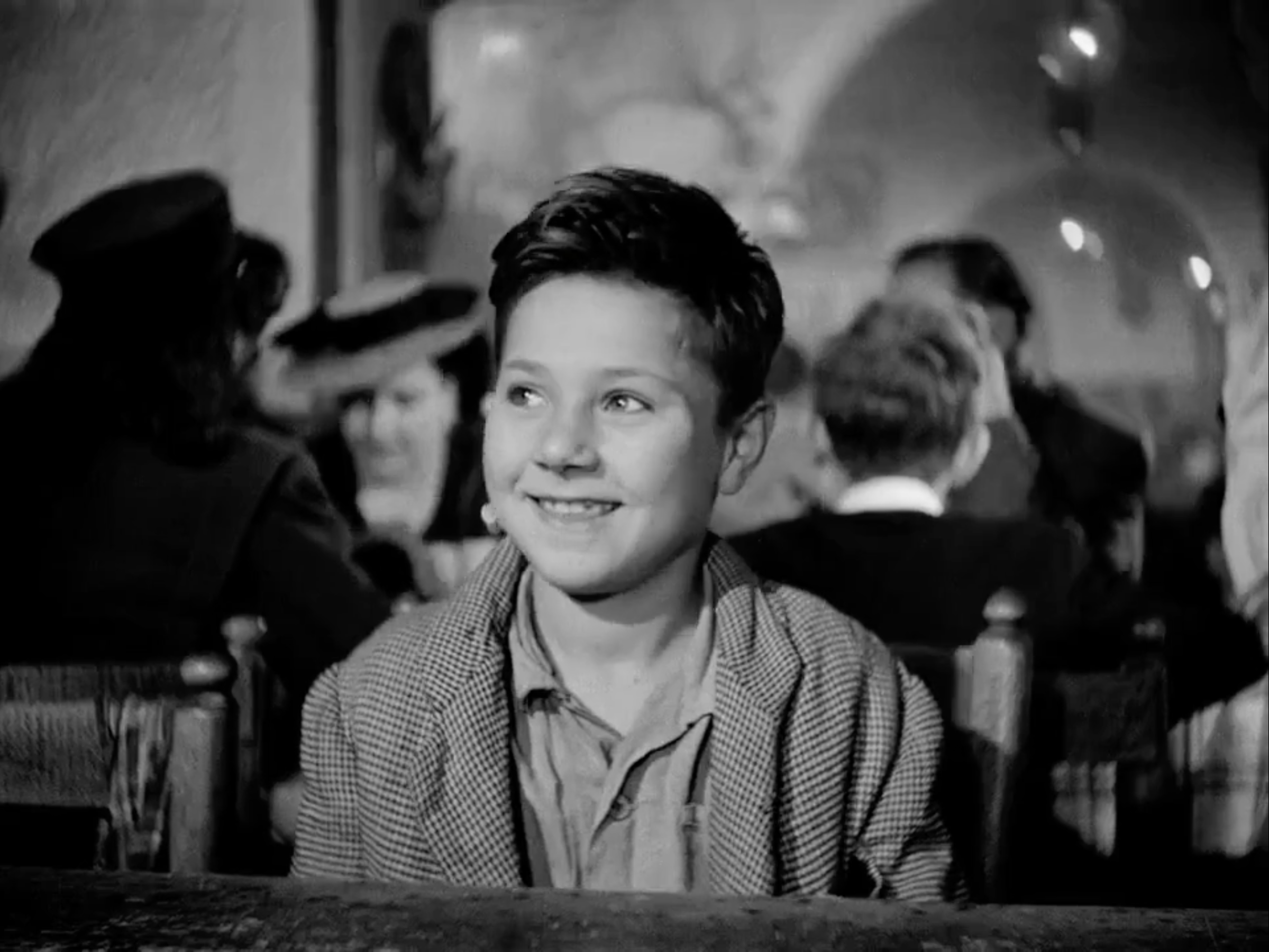
Enzo Staiola in Ladri di biciclette (1948)

- Ladri di biciclette, regia di Vittorio De Sica (1948)
- Marechiaro, regia di Giorgio Ferroni (1949)
- Vulcano, regia di William Dieterle (1950)
- Cuori senza frontiere, regia di Luigi Zampa (1950)
- Strano appuntamento, regia di Dezső Ákos Hamza (1950)
- Passaporto per l'oriente, regia di Romolo Marcellini, episodio Roma (1951)
- Buon viaggio, pover'uomo, regia di Giorgio Pàstina (1951)
- Il covo dei gangsters (I'll Get You for This), regia di Joseph M. Newman (1951)
- Altri tempi - Zibaldone n. 1, regia di Alessandro Blasetti (1952)
- L'ingiusta condanna, regia di Giuseppe Masini (1952)
- Penne nere, regia di Oreste Biancoli (1952)
- Il ritorno di don Camillo, regia di Julien Duvivier (1953)
- La contessa scalza, regia di Joseph L. Mankiewicz (1954)
- Spade senza bandiera, regia di Carlo Veo (1961)
- La ragazza dal pigiama giallo, regia di Flavio Mogherini (1977)